# Jacob Preuß
Jacob Preuß (* 26. Dezember 1768 in Steinbach; † 15. Dezember 1826 ebenda) war Schultheiß von Steinbach, örtlicher Munizipalrat sowie nassauischer Abgeordneter. Von 1818 bis 1826 war er Mitglied des Nassauischen Landtags.

## Politik

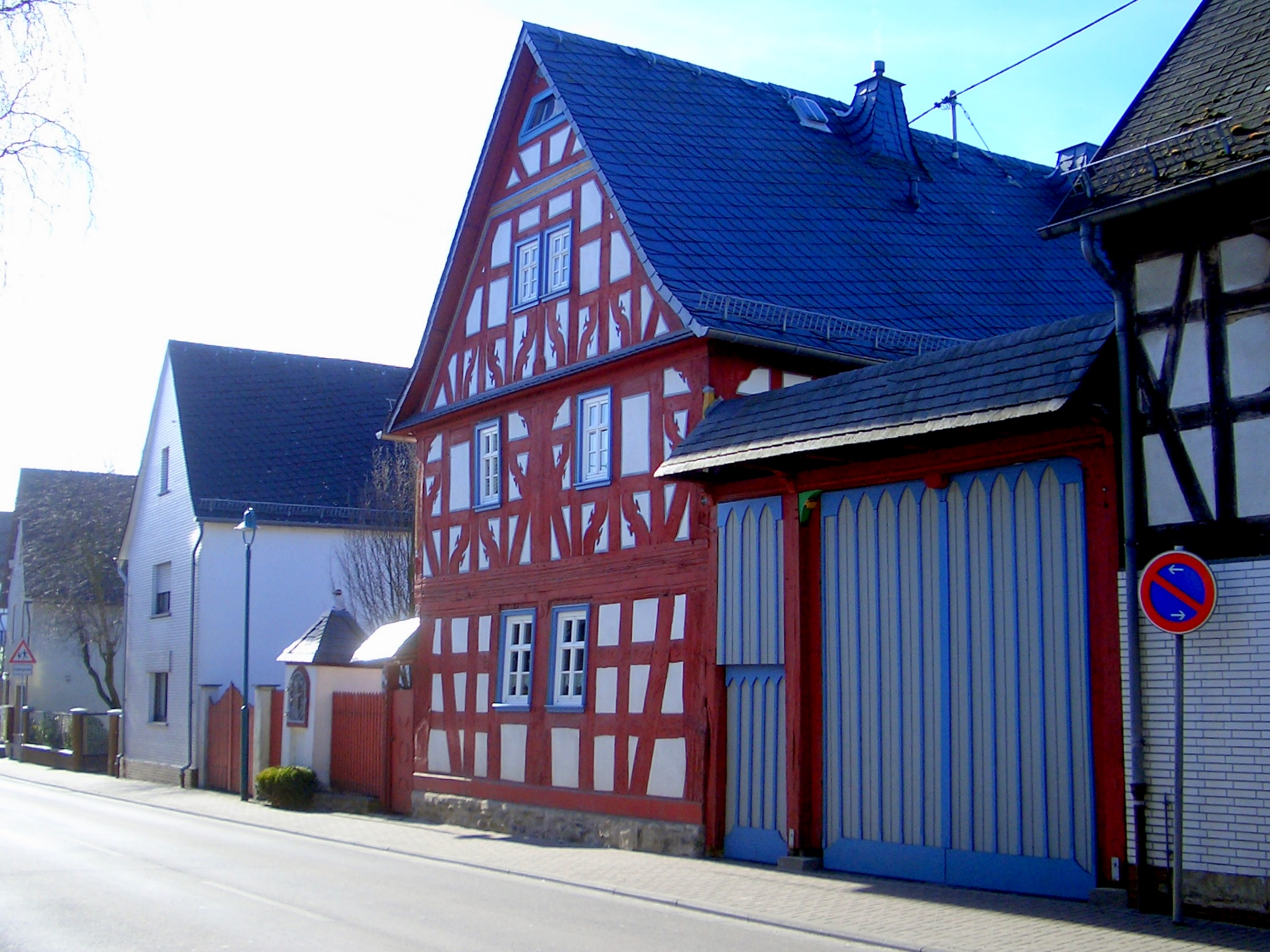
Stammhaus von Jacob Preuß, Straßenseite

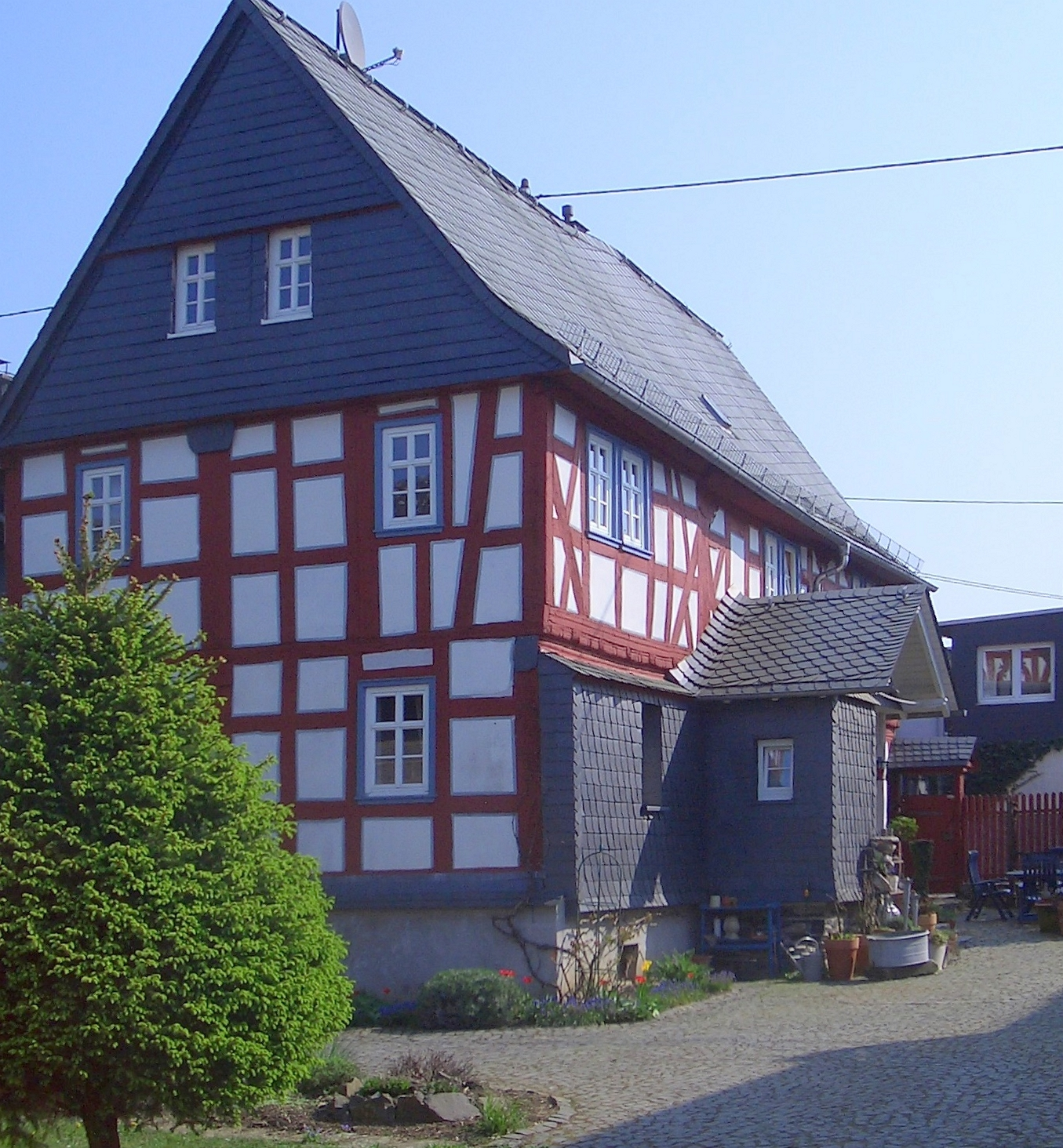
Stammhaus von Jacob Preuß, Hofseite

Jacob Preuß wurde 1818 als Vertreter der Gruppe der Grundbesitzer im Wahlkreis Dillenburg in den Nassauischen Landtag gewählt. Dort war er bis zu seinem Tod im Alter von 58 Jahren Abgeordneter der Landstände des Nassauischen Landtags (Zweite Kammer). Nachfolger von Jacob Preuß wurde 1828 durch Nachwahl Joseph Adamy aus Hadamar.

## Familie
Jacob Preuß war der Sohn des Landwirts Johannes Preuß und dessen Frau Elisabetha, geborene Bock. Aus der ersten Ehe mit Katharina Bausch aus Oberweyer († 1799) hatte er 4 Kinder. Mit Elisabetha Bill aus Oberweyer (* 16. Januar 1780; † 22. Dezember 1826), die er 1801 in Oberweyer heiratete, hatte er 8 Kinder.

## Stammhaus
Im Verlauf des Dreißigjährigen Krieges wurde Steinbach weitestgehend zerstört. Der Wiederaufbau erfolgt rechts und links der Langstraße. Das Stammhaus von Jacob Preuß ist das heutige Gebäude Langstraße 39. Es wurde 1702 erbaut. Nach dem Tod von Jacob Preuß wohnte hier sein aus Niedertiefenbach stammender Schwiegersohn Johann Georg Wolf, der zunächst mit Tochter Anna Maria, und nach deren Tod im Jahre 1834 mit der jüngeren Schwester Maria Anna verheiratet war.